# Karl Koller
Karl Koller (8 de febrer de 1929 - 24 de gener de 2009) fou un futbolista austríac de les dècades dels anys 50 i 60.
Tota la seva carrera transcorregué al First Vienna FC (de 1949 a 1966). És considerat, per darrere d'Ernst Ocwirk, com un dels millors centrecampistes de la història del futbol austríac. Fou escollit entre els 100 millors futbolistes europeus del segle XX per la IFFHS.
Debutà amb Àustria el març de 1952 en un partit amistós davant Bèlgica. Participà a dos Campionats del Món els anys 1954 i 1958. En total fou 86 cops internacional. Marcà 5 gols. El seu darrer partit el disputà el setembre de 1965, en un partit de classificació per al Mundial davant Hongria.

## Palmarès
- Lliga austríaca de futbol (1):
  - 1955
- Copa austríaca de futbol (1):
  - 1961